# Faustin-Archange Touadéra
Faustin-Archange Touadéra (PhD), född 21 april 1957 i Bangui, är en centralafrikansk politiker. Mellan januari 2008 och 17 januari 2013 var han Centralafrikanska republikens premiärminister. Den 30 mars 2016 tillträdde han som landets president. Han efterträdde interimspresidenten Catherine Samba-Panza.
Han är partilös.